# Xiahefu Xiang
Xiahefu Xiang (kinesiska: 夏合甫乡, 夏合甫) är en socken i Kina. Den ligger i den autonoma regionen Xinjiang, i den nordvästra delen av landet, omkring 1 100 kilometer sydväst om regionhuvudstaden Ürümqi. Antalet invånare är 18 734. Befolkningen består av 9 229 kvinnor och 9 505 män. Barn under 15 år utgör 27,0 %, vuxna 15-64 år 66 %, och äldre över 65 år 5,0 %.
Genomsnittlig årsnederbörd är 100 millimeter. Den regnigaste månaden är november, med i genomsnitt 20 mm nederbörd, och den torraste är april, med 2 mm nederbörd.